# Орден Героя социалистического труда
Орден Героя социалистического труда (сербохорв. Орден јунака социјалистичког рада / Orden junaka socijalističkog rada, словен. Red junaka socialističnega dela, макед. Орден на јунак на социјалистичката работа) — государственная награда Социалистической Федеративной Республики Югославия, вручаемая при присвоении звания Героя социалистического труда.

## Описание
Имел одну степень. Вручался гражданам, предприятиям, коллективам за выдающиеся успехи в труде.
Знак ордена изготовлен из золота и серебра. Представляет собой пятиконечную серебряную звезду, поверх которой наложена золотая композиция, состоящая из пяти фигур женщин в хороводе, держащих в руках лавровые ветви, в центр которых вставлен крупный рубин. В центре знака круглый медальон, изображающий фигуру женщины с флагом Югославии в правой руке. Медальон окружает окантовка, состоящая из 30 рубинов.
Материал: Серебро, золото, рубины (5 размером по 7.5 мм и 30 — по 3 мм).
До 1986 года было произведено 114 награждений.
Лента:  красная с 7 мм золотой полоской в середине.